# رناتو مالاواسی
رناتو مالاواسی (ایتالیایی: Renato Malavasi؛ ‏ ۸ اوت ۱۹۰۴ – ۷ اکتبر ۱۹۹۸) بازیگر اهل ایتالیا بود.
از فیلم‌هایی که وی در آن نقش داشته‌است، می‌توان به من، من، من… و دیگران، دختر اهل بولونیا، عشق‌بازان، قصه‌های ممنوعه… دربارهٔ برهنگی، روشنایی‌های واریته، دیوارهای مالاپاگا، اولیس، مؤسسه ریکوردی، ترانه عشق، کاراواجو، چه کسی دادستان را کشت و برای چه؟، زنجیرهای ناپیدا، اوبالدا، سر تا پا عریان و داغ، مسیر نفرت، چیچو و فرانکو در سال اختلاف نظر، عشق‌های حزن‌انگیز و رستاخیز اشاره کرد.